# Scleroprocta oosterbroeki
Scleroprocta oosterbroeki är en tvåvingeart som beskrevs av Jaroslav Stary 2008. Scleroprocta oosterbroeki ingår i släktet Scleroprocta och familjen småharkrankar.
Artens utbredningsområde är Spanien. Inga underarter finns listade i Catalogue of Life.